# Olivier Keller
Olivier Keller (* 20. März 1971 in Genf) ist ein ehemaliger Schweizer Eishockeyspieler und jetziger -funktionär. 

## Karriere
Olivier Keller begann seine Karriere als Eishockeyspieler in seiner Heimatstadt beim Genève-Servette HC, für dessen Profimannschaft er in der Saison 1990/91 sein Debüt in der Nationalliga B gab. Anschließend wechselte der Verteidiger für zwei Jahre zu dessen Ligarivalen Lausanne Hockey Club, ehe er zur Saison 1993/94 von Fribourg-Gottéron aus der Nationalliga A verpflichtet wurde. In dieser Spielzeit wurde er mit seiner Mannschaft Vizemeister, nachdem das Playoff-Finale gegen den EHC Kloten verloren wurde. Nach insgesamt sechs Jahren verließ der Linksschütze 1999 den Club und unterschrieb beim HC Lugano, mit dem er in der Saison 2002/03 zum ersten und einzigen Mal in seiner Laufbahn Schweizer Meister wurde. 
Die Saison 2005/06 verbrachte Keller beim EHC Basel, ehe er von 2006 bis 2009 noch einmal für seinen Heimatclub aus Genf auf dem Eis stand. Mit Servette scheiterte er in der Saison 2007/08 erst im Playoff-Finale an den ZSC Lions. Im Sommer 2009 wechselte der zweifache Olympiateilnehmer zu seinem Ex-Verein Lausanne Hockey Club in die NLB. Für den Verein spielte er zwei Jahre lang, ehe er zur Saison 2011/12 Director of Player Development beim Drittligisten Forward Morges HC wurde.

### International
Für die Schweiz nahm Keller an der Junioren-Weltmeisterschaft 1991 sowie der B-Weltmeisterschaft 1997 teil. Des Weiteren stand er im Aufgebot der Schweiz bei den A-Weltmeisterschaften 1998, 1999, 2000, 2001, 2003, 2004 und 2005, sowie bei den Olympischen Winterspielen 2002 in Salt Lake City und 2006 in Turin. Zudem lief er bei der Qualifikation für die Winterspiele 2006 auf.

## Erfolge und Auszeichnungen
- 1994 Schweizer Vizemeister mit Fribourg-Gottéron
- 1997 Aufstieg in die A-Weltmeisterschaft bei der B-Weltmeisterschaft
- 2003 Schweizer Meister mit dem HC Lugano
- 2008 Schweizer Vizemeister mit dem HC Servette Genève